# Les Hermites
Les Hermites és un municipi francès, situat al departament de l'Indre i Loira i a la regió de Centre – Vall del Loira. L'any 2007 tenia 548 habitants.

## Demografia

### Població
El 2007 la població de fet de Les Hermites era de 548 persones. Hi havia 220 famílies, de les quals 80 eren unipersonals (20 homes vivint sols i 60 dones vivint soles), 60 parelles sense fills, 72 parelles amb fills i 8 famílies monoparentals amb fills.
La població ha evolucionat segons el següent gràfic:
Habitants censats

### Habitatges
El 2007 hi havia 290 habitatges, 224 eren l'habitatge principal de la família, 45 eren segones residències i 21 estaven desocupats. 276 eren cases i 14 eren apartaments. Dels 224 habitatges principals, 173 estaven ocupats pels seus propietaris, 46 estaven llogats i ocupats pels llogaters i 5 estaven cedits a títol gratuït; 22 tenien dues cambres, 47 en tenien tres, 66 en tenien quatre i 89 en tenien cinc o més. 160 habitatges disposaven pel capbaix d'una plaça de pàrquing. A 101 habitatges hi havia un automòbil i a 87 n'hi havia dos o més.

### Piràmide de població
La piràmide de població per edats i sexe el 2009 era:
| Homes | Edats   | Dones |
| ----- | ------- | ----- |
| 0     | 95 o +  | 0     |
| 0     | 90 a 94 | 0     |
| 0     | 85 a 89 | 4     |
| 4     | 80 a 84 | 0     |
| 20    | 75 a 79 | 8     |
| 12    | 70 a 74 | 24    |
| 8     | 65 a 69 | 16    |
| 28    | 60 a 64 | 16    |
| 20    | 55 a 59 | 20    |
| 12    | 50 a 54 | 24    |
| 20    | 45 a 49 | 12    |
| 16    | 40 a 44 | 20    |
| 20    | 35 a 39 | 8     |
| 24    | 30 a 34 | 8     |
| 20    | 25 a 29 | 12    |
| 32    | 20 a 24 | 20    |
| 0     | 15 a 19 | 8     |
| 16    | 10 a 14 | 12    |
| 20    | 5 a 9   | 8     |
| 12    | 0 a 4   | 0     |

## Economia
El 2007 la població en edat de treballar era de 334 persones, 226 eren actives i 108 eren inactives. De les 226 persones actives 203 estaven ocupades (115 homes i 88 dones) i 23 estaven aturades (8 homes i 15 dones). De les 108 persones inactives 32 estaven jubilades, 15 estaven estudiant i 61 estaven classificades com a «altres inactius».

### Ingressos
El 2009 a Les Hermites hi havia 231 unitats fiscals que integraven 518 persones, la mediana anual d'ingressos fiscals per persona era de 16.818 €.

### Activitats econòmiques
Dels 16 establiments que hi havia el 2007, 2 eren d'empreses de fabricació d'altres productes industrials, 2 d'empreses de construcció, 3 d'empreses de comerç i reparació d'automòbils, 1 d'una empresa de transport, 1 d'una empresa d'informació i comunicació, 1 d'una empresa financera, 2 d'empreses immobiliàries, 3 d'empreses de serveis i 1 d'una entitat de l'administració pública.
Dels 2 establiments de servei als particulars que hi havia el 2009, 1 era un paleta i 1 fusteria.
L'únic establiment comercial que hi havia el 2009 era una botiga de menys de 120 m².
L'any 2000 a Les Hermites hi havia 37 explotacions agrícoles que ocupaven un total de 2.912 hectàrees.

## Equipaments sanitaris i escolars
L'únic equipament sanitari que hi havia el 2009 era una farmàcia.
El 2009 hi havia una escola elemental integrada dins d'un grup escolar amb les comunes properes formant una escola dispersa.

## Poblacions més properes
El següent diagrama mostra les poblacions més properes.